# Herman Lehlbach

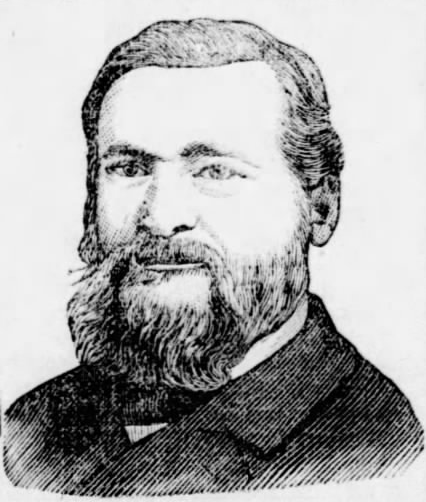
Herman Lehlbach

Herman Lehlbach (* 3. Juli 1845 in Heiligkreuzsteinach, Großherzogtum Baden; † 11. Januar 1904 in Newark, New Jersey) war ein deutschamerikanischer Politiker. Zwischen 1885 und 1891 vertrat er den Bundesstaat New Jersey im US-Repräsentantenhaus.

## Werdegang
Der aus dem heutigen Baden-Württemberg stammende Herman Lehlbach kam im Jahr 1851 mit seinen Eltern nach Newark in New Jersey, wo er die öffentlichen Schulen besuchte. Sein Vater war der Theologe und Revolutionär von 1848 in Baden Friedrich August Lehlbach (1805–1875). Nach seiner Schulzeit arbeitete er im Baugewerbe. Gleichzeitig begann er als Mitglied der Republikanischen Partei eine politische Laufbahn. Zwischen 1884 und 1886 gehörte er der New Jersey General Assembly an. Bei den Kongresswahlen des Jahres 1884 wurde Lehlbach im sechsten Wahlbezirk seines Staates in das US-Repräsentantenhaus in Washington, D.C. gewählt, wo er am 4. März 1885 die Nachfolge von William Fiedler antrat. Nach zwei Wiederwahlen konnte er bis zum 3. März 1891 drei Legislaturperioden im Kongress absolvieren. Im Jahr 1890 verzichtete er auf eine erneute Kandidatur.
Nach dem Ende seiner Zeit im US-Repräsentantenhaus arbeitete Herman Lehlbach wieder in der Baubranche. Zwischen 1893 und 1896 war er als Sheriff auch Polizeichef im Essex County. Er starb am 11. Januar 1904 in Newark, wo er auch beigesetzt wurde. Sein Neffe Frederick R. Lehlbach wurde ebenfalls Kongressabgeordneter.